# Nice Middle
『Nice Middle』（ナイス・ミドル）は、小泉今日子24枚目のオリジナル・アルバム。2008年11月26日にビクターエンタテインメントから発売された。

## 概要
『厚木I.C.』以来、約5年半ぶりとなるオリジナル・アルバム。通常盤と初回限定盤の2形態で発売。
初回限定盤は「SUMMER SONIC 08」ライブ映像収録のDVD付。
本作は彼女との同年代への温かいエールが込められた作品。
1曲目「Innocent Love」はTOKYO No.1 SOUL SETの同名曲カバー。

## 収録曲

### DISC1
1. Innocent Love
作詞・作曲・編曲：TOKYO No.1 SOUL SET
2. samida-rain
作詞・作曲・編曲：上田健司
3. 小泉今日子はブギウギブギ
作詞：Elvis Woodstock／作曲・編曲：ASA-CHANG&鈴木正人
4. 秘密の森
作詞：小泉今日子／作曲・編曲：上田健司
5. Bye Bye
作詞：Elvis Woodstock／作曲：上田禎／編曲：上田禎・東里起
6. 君の住む街へ
作詞・作曲：新井武人
編曲：Little fats & Swingin' hot shot party・新井武人
7. SLEEPY
作詞・作曲・編曲：上田健司
8. 恋する男
作詞：小泉今日子／作曲・編曲：大橋好規
9. 美しい世界
作詞：小泉今日子／作曲・編曲：藤原ヒロシ
10. あなたと逃避行
作詞：小泉今日子／作曲・編曲：大橋好規
11. 今日の約束
作詞・作曲・編曲：TOKYO No.1 SOUL SET

### DISC2　「SUMMER SONIC 08」ライブ映像
1. 艶姿ナミダ娘
2. 月ひとしずく
3. 東京ディスコナイト
4. 小泉今日子はブギウギブギ
5. なんてったってアイドル